# Mimagyrta pampa
Mimagyrta pampa är en fjärilsart som beskrevs av Druce 1893. Mimagyrta pampa ingår i släktet Mimagyrta och familjen björnspinnare. Inga underarter finns listade i Catalogue of Life.